# Маєвка (Первомайський район)
Ма́євка (рос. Маевка) — селище у складі Первомайського району Оренбурзької області, Росія.

## Населення
Населення — 339 осіб (2010; 331 у 2002).
Національний склад (станом на 2002 рік):
- казахи — 49 %
- росіяни — 41 %